# درتی مارتینی (بورلسک)
درتی مارتینی (به انگلیسی: Dirty Martini) که با نام لیندا ماراچینی (به انگلیسی: Linda Marraccini) در نیوجرسی زاده شد، رقصنده بورلسک، مدل پین‌آپ و معلم رقص است که در نیویورک فعالیت می‌کند.